# ダーク・エスケープ
『ダーク・エスケープ』（The Escape）は、1997年のカナダのテレビ映画。ビデオ版などでのタイトルは『ダーク・エスケープ 嵐のふたり』。脱獄犯と現実から逃げ出そうとするチェコ演奏者の女性の逃避行を描く。

## ストーリー
ジェイク（パトリック・デンプシー）は麻薬取引でミスして密売人を射殺してしまい刑務所行きとなる。だが、ジェイクは刑務作業中に別の囚人が逃走を計ったために起きた混乱に乗じて、止めようとした看守を謝って射殺してしまったが逃走に成功。その後、山小屋の廃屋に逃げ延びたジェイクは車の事故で川に落ちたチェコ演奏者のサラ・クラーク（ブリジット・バーコ）を助ける。警察から逃げる男と現実から逃げる女。男女は互いに求め合う。

## 登場人物
- ジェイク：パトリック・デンプシー

少年時代から殺人や暴行を繰り返していたワルらしいが、人を殺したのは密売人が最初らしい。麻薬取引の際に誤って密売人を射殺した罪で服役している。夢は自分のジャズクラブを持つこと。助けたサラに対しては紳士的に接していた。サラと共に廃屋で一夜を過ごし、警察に廃屋を見つけられるがなおも逃走を続け、サラの説得にも耳を貸さずに逃げようとした所をヒック・マンに腹部を撃たれて滝壺に沈み、二度と浮上することはなかった。
- サラ・クラーク：ブリジット・バーコ

チェコ演奏者。父親もチェコ演奏者である。従姉妹の結婚式に出席するために車で走っていたところジェイクの脱走によるハイウェイ封鎖のため近道したところ事故に遭い、川に落ちた所をジェイクに助けられ惹かれていく。性格は明るくお喋りだがチェコ演奏者を続けることを悩んでいる。滝壺に沈んだジェイクを見て絶望の悲鳴を上げた。
- ヒック・マン：コルム・フィオーレ

残虐な看守。逃げようとした囚人を「予算の削減だ」と言って射殺する。裏では囚人に対する虐待も行っている。ジェイクに親友の看守を射殺されたため必要にジェイクを追跡する。最後はジェイクを射殺し滝壺に沈めた。